# A1-es autópálya (Szerbia)
A szerbiai A1-es autópálya (szerbül Аутопут A1 / Autoput A1) a szerb-észak-macedón határtól Presevón, Nišen, Belgrádon és a vajdasági Újvidéken keresztül jut el Horgosig, a szerb-magyar határig. Az E75-ös európai út és a X. európai korridor része.

### Horgos–Belgrád

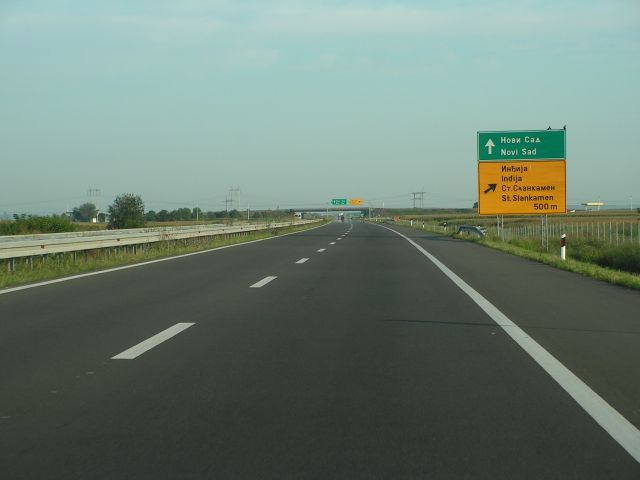
Az út India mellett

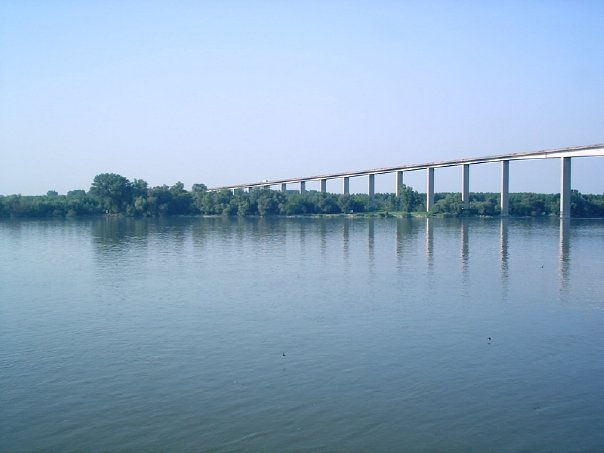
A béskai viadukt autópályahíd a Duna fölött

## Története
A sokáig félkész Horgos-Újvidék szakasz befejezését előbb koncesszióban tervezték, majd világbanki hitelből fogtak neki. A Békova és Nagyfény, valamint a Szőreg és Újvidék közötti útvonal 2009-ben készült el. A Horgos és Békova közti szakaszt 2011-ben adták át. 2011. október 3-án adták át az új béskai autópályahidat a Duna fölött. 2016. április 11-én adták át az 5,6 km-es Grabovnica–Grdelica szakaszt.

## Csomópontok és pihenőhelyek

### Belgrádi körgyűrű

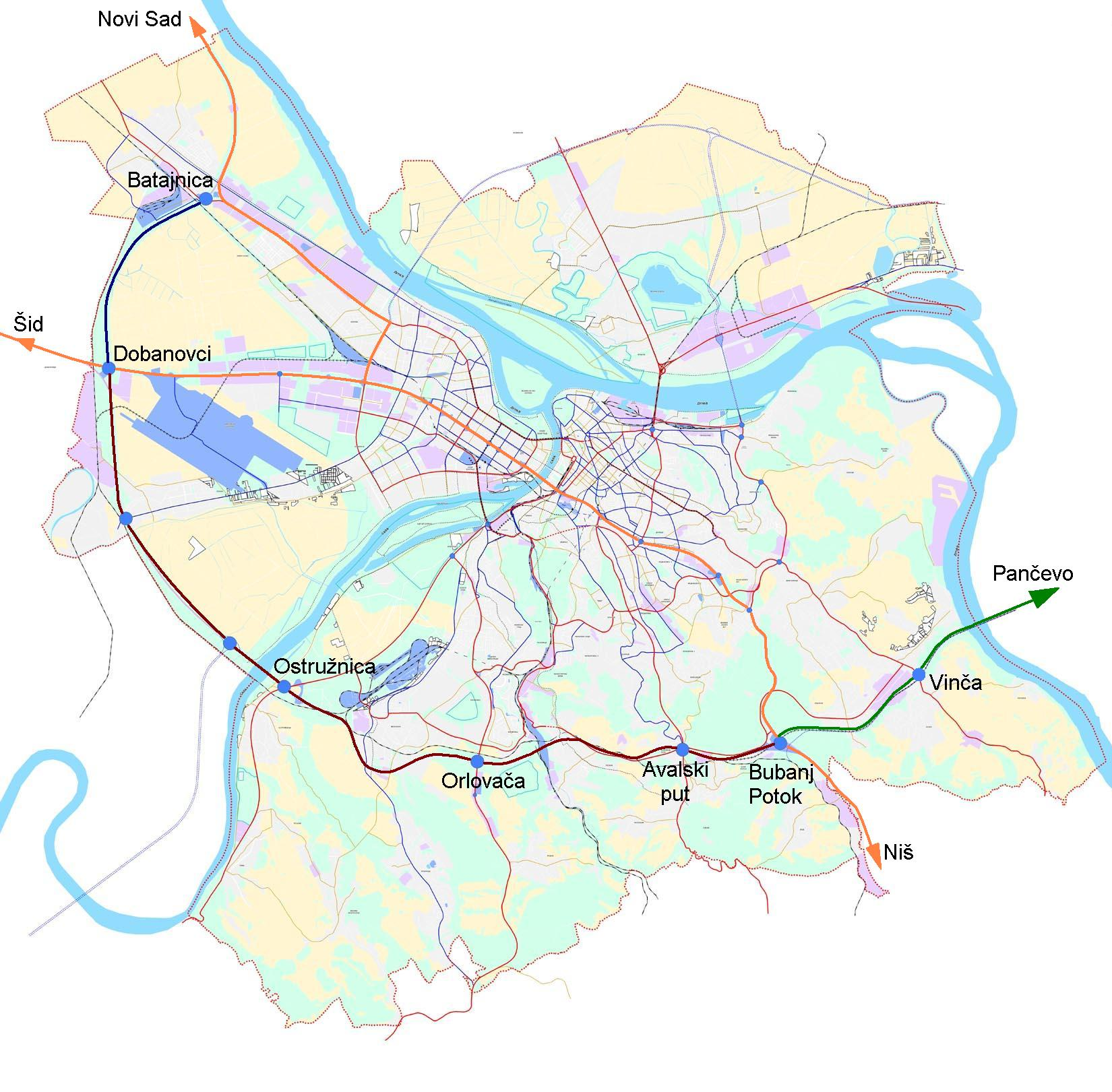
A belgrádi körgyűrű térképe

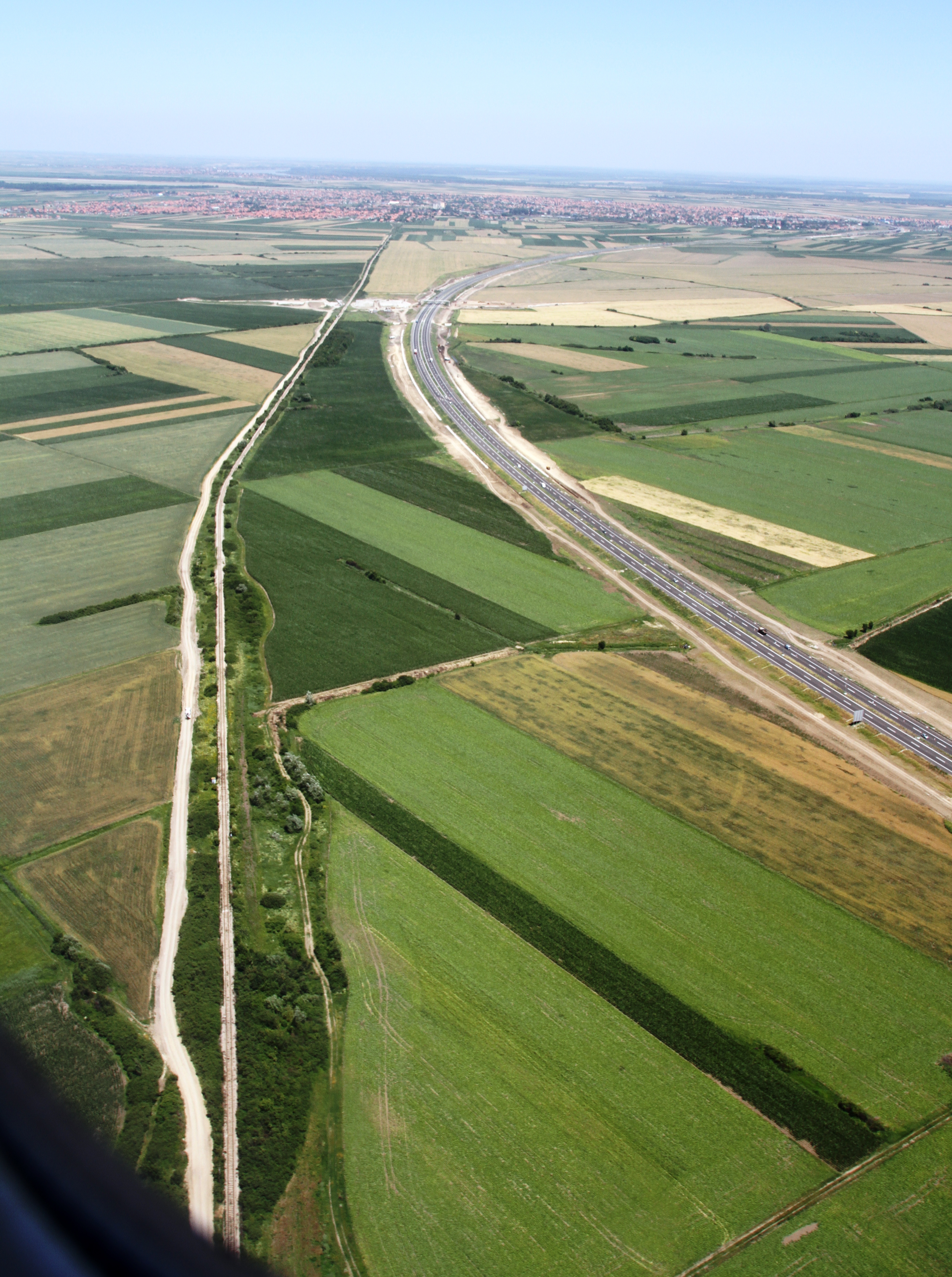
Az út Dobanovce mellett

A főváros körüli gyűrű néhol csak autóút minőségben kiépített, az A3-as autópálya Belgrád városon áthaladó szakasza viszont ugyanoda visz, ahová a körgyűrű.

### Niš–Preševo
A Grdelica–Vladičin Han–Dekutince és a Ristovac–Levosoje közötti szakaszok még hiányoznak.

## Díjfizetés
Az autópályán kapuknál kell útdíjat fizetni. 